# GlobalFoundries
GlobalFoundries és una empresa del sector electrònic que fabrica semiconductors en grans volums per a empreses tals com AMD, Broadcom, Qualcomm i STMicroelectronics. La seva seu és a Santa Clara, Califòrnia als EUA i va ser creada el 2009.

## Història
- 2009 : creació per desinversió d'Advanced Micro Devices (AMD).
- 2015 : adquisició d'IBM Microelectronics.
- Emirate of Abu Dhabi és el propietari de la companyia a través de la subsidiària Advanced Technology Investment Company (ATIC).

## Instal·lacions

### Fabricació d'oblies de 300mm
Dresden (Alemanya), Woodlands (Singapur), 2 a Nova York (EUA), Chengdu (Xina).

### Fabricació d'oblies de 200mm
Vermont (EUA), 5 a Singapur.